# Georg Christian Dieffenbach
Georg Christian Dieffenbach (* 4. Dezember 1822 in Schlitz (Vogelsbergkreis), Oberhessen; † 10. Mai 1901 ebenda) war ein deutscher evangelisch-lutherischer Pfarrer und Dichter.

## Familie
Dieffenbach war ein Sohn des Dekans und Stadtpfarrers zu Schlitz Ludwig Christian Dieffenbach (geboren 1791 in Angersbach, gestorben 1853), Mitglied der Ersten Kammer des Großherzogtums Hessen-Darmstadt in den Jahren um die Deutsche Revolution 1848/49. Sein Sohn Karl Dieffenbach (1859–1936) war im Ersten Weltkrieg General der Infanterie. Sein zweiter Sohn Otto Dieffenbach (1862–1919) war Chemiker und Professor an der TH Darmstadt.

## Leben

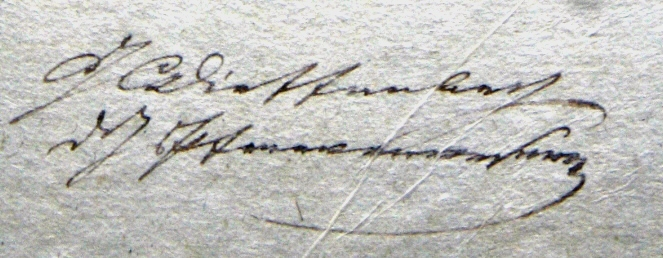
Unterschrift im Vielbrunner Kirchenbuch, 1853

Er studierte ab Sommersemester 1840 an der Universität Gießen, wo er Mitglied des Corps Teutonia war, Theologie und besuchte das Predigerseminar in Friedberg. 1845 nahm er eine Stelle als Lehrer an einer Erziehungsanstalt für Knaben in Darmstadt an. 1847 wurde er Generalvikar in Kirchberg (heute zu Niedenstein), später Pfarrverweser in Vielbrunn im Odenwald, bevor er 1855 die Amtsnachfolge seines Vaters als Pfarrer in Schlitz antrat. 1873 wurde er zum Oberpfarrer ernannt, 1892 zum Kirchenrat und 1900 zum Geheimen Kirchenrat.
Im Zusammenhang mit der Einführung der hessischen Kirchenverfassung (1874) trat Dieffenbach als einer der Führer der lutherisch-konfessionellen Bewegung in Erscheinung, wobei er eine gemäßigte Linie vertrat.
Die Theologische Fakultät der Universität Greifswald verlieh ihm 1884 die Ehrendoktorwürde.

## Werke
Georg Christian Dieffenbach gilt vor allem als Schöpfer von Erbauungsschriften, liturgischen Arbeiten sowie Dichtungen. In seiner Ev. Hausagende (1853) findet sich ein noch heute viel benutztes Abendgebet:
Bleibe bei uns, Herr,

denn es will Abend werden,

und der Tag hat sich geneigt.

Bleibe bei uns und bei deiner ganzen Kirche.

Bleibe bei uns am Abend des Tages,

am Abend des Lebens, am Abend der Welt.

Bleibe bei uns mit deiner Gnade und Güte,

mit deinem heiligen Wort und Sakrament,

mit deinem Trost und Segen.

Bleibe bei uns,

wenn über uns kommt

die Nacht der Trübsal und Angst,

die Nacht des Zweifels und der Anfechtung,

die Nacht des bitteren Todes.

Bleibe bei uns und allen deinen Gläubigen

In Zeit und Ewigkeit.

Amen.
Viele seiner Kinderlieder sind von Franz Abt und Karl-August Kern (auch: Carl August Kern) vertont worden.
Dieffenbach gilt als einer der frühen bedeutenden Jugendschriftsteller.

## Publikationen
- Evangelische Haus-Agende: das ist: Vollständige Ordnung des Hausgottesdienstes in Gebeten, Liedern und Bibellectionen für alle Tage des Kirchenjahres, gegründet auf die altkirchlichen Sonn- u. Festtags-Evangelien. Kunze, Mainz 1853. (Digitalisat des Exemplars der Bayerischen Staatsbibliothek)
- Aus dem Kinderleben. (Gedichte)
- Glückliche Kinderzeit.
- Fröhliche Jugend.
- Nesthäkchens Zeitvertreib.
- Goldenes Märchenbuch.
- Aus der Jugendzeit. (Kinderlieder)
- 60 Kinderlieder von G.[eorg] Chr.[istian] Dieffenbach für 2 Singstimmen mit leichter Klavierbegleitung komponiert von Karl August Kern. Op. 36. Mit einem Beitrage von Gr. A. v. G. Neunte Auflage. Mit 24 Illustrationen von Prof. Fr.[iedrich] Wanderer. Verlag von C. G. Kunzes Nachfolger (W. Jacoby), Wiesbaden 1913. (3. Aufl. 1877 noch 50 Kinderlieder ..., 5. vermehrte Auflage 1891: 60 Kinderlieder ...)

## Weiterungen
Ludwig Richter, Fedor Flinzer und Friedrich Wanderer sind einige der herausragendsten Illustratoren seiner Lieder. Sein Text „Hörst du die Regenwürmer husten“ wird üblicherweise zur Melodie des Liedes Hei, heute morgen mach ich Hochzeit (Get me to the church in time) des Musicals My Fair Lady als Kinderlied und bei der Bundeswehr als Marschlied gesungen. Durch Bernd Stelter wurde es 2005 zu einem Karnevalshit. Markus Becker ließ die Strophen weg. Seine Version wurde von Simone Sommerland, Karsten Glück und den Kita-Frösche sowie Luca-Dante Spadafora feat. Lana Melody übernommen.